# Youngia gracilipes
Youngia gracilipes là một loài thực vật có hoa trong họ Cúc. Loài này được (Hook.f.) Babc. & Stebbins miêu tả khoa học đầu tiên năm 1937.